# Pogoniopsis
Pogoniopsis Rchb.f. è un genere di piante della famiglia delle Orchidacee, appartenente alla sottofamiglia Epidendroideae.

## Descrizione
Sono orchidee micoeterotrofiche, prive di clorofilla, che traggono il loro nutrimento da una  relazione parassitica con i funghi.

## Distribuzione e habitat
Il genere comprende due specie, entrambe endemiche del Brasile.

## Tassonomia
La collocazione tassonomica del genere Pogoniopsis è stata oggetto di controversia. Ritenuto affine al genere  Pogonia, è stato a lungo assegnato alla tribù Pogonieae della sottofamiglia Vanilloideae. Recenti analisi filogenetiche hanno invece dimostrato la sua vicinanza al genere Triphora, motivandone lo spostamento nella tribù Triphoreae.
Il genere comprende le seguenti specie:
- Pogoniopsis nidus-avis Rchb.f.
- Pogoniopsis schenkii Cogn. in C.F.P.von Martius